# أب شيرين
أب شيرين (بالفارسية: آب شیرین) هي قرية تقع في قسم هوديان الريفي (مقاطعة دلغان) في إيران. يقدر عدد سكانها بـ 46 نسمة .